# Guijo de Ávila
Guijo de Ávila ist ein Ort und eine westspanische Gemeinde (municipio) mit nur noch 78 Einwohnern (Stand: 2024) in der Provinz Salamanca in der Autonomen Region Kastilien-León.

## Lage
Der Ort Guijo de Ávila liegt auf dem südwestlichen Ufer des Río Tormes in einer Höhe von ca. 950 m. Die Provinzhauptstadt Salamanca befindet sich ca. 55 km (Fahrtstrecke) nördlich. Das Klima im Winter ist kühl, im Sommer dagegen durchaus warm; die eher geringen Niederschlagsmengen (ca. 480 mm/Jahr) fallen – mit Ausnahme der nahezu regenlosen Sommermonate – verteilt übers ganze Jahr.

## Bevölkerungsentwicklung
| Jahr      | 1857 | 1900 | 1950 | 2000 | 2019 |
| Einwohner | 508  | 670  | 422  | 115  | 76   |

Der kontinuierliche Bevölkerungsschwund seit der Mitte des 20. Jahrhunderts ist im Wesentlichen auf die Mechanisierung der Landwirtschaft sowie die Aufgabe von bäuerlichen Kleinbetrieben und den damit einhergehenden Verlust an Arbeitsplätzen zurückzuführen.

## Wirtschaft
Das wirtschaftliche Leben von Guijo de Ávila ist in hohem Maße agrarisch orientiert – früher wurden Getreide, Weinreben etc. zur Selbstversorgung angepflanzt; Gemüse stammte aus den Hausgärten. Viehzucht (früher hauptsächlich Schafe und Ziegen, heute zumeist Rinder) wurde und wird immer noch betrieben. Die ehemals im Ort ansässigen  Kleinhändler, Handwerker sowie Dienstleister aller Art sind hingegen verschwunden. Heute werden zahlreiche Ferienwohnungen bzw. -häuser (casas rurales) vermietet.

## Geschichte
Keltische, römische und westgotische Spuren wurden bislang nicht entdeckt. Im 8. Jahrhundert überrannten die Mauren die Region; von einer Ortsgründung ist jedoch nichts bekannt. Nach der Schlacht von Simancas (939) konnten letztere in diesem Teil der Iberischen Halbinsel bis zum Fluss Tormes zurückgedrängt werden. König Ramiro II. von León († 951) begann mit der Neu- und Wiederbesiedlung (repoblación) der eroberten Gebiete; daneben gab es auch vereinzelte christliche Stützpunkte südlich bzw. westlich des Flusses. Im 11. und 12. Jahrhundert wurde die Grenze zwischen christlicher und islamischer Einflusssphäre weiter nach Süden verschoben. Der Ort war lange Zeit Bestandteil der Tierra de Ávila, doch auch die Herzöge von Béjar hatten ihre Finger im Spiel.

## Sehenswürdigkeiten

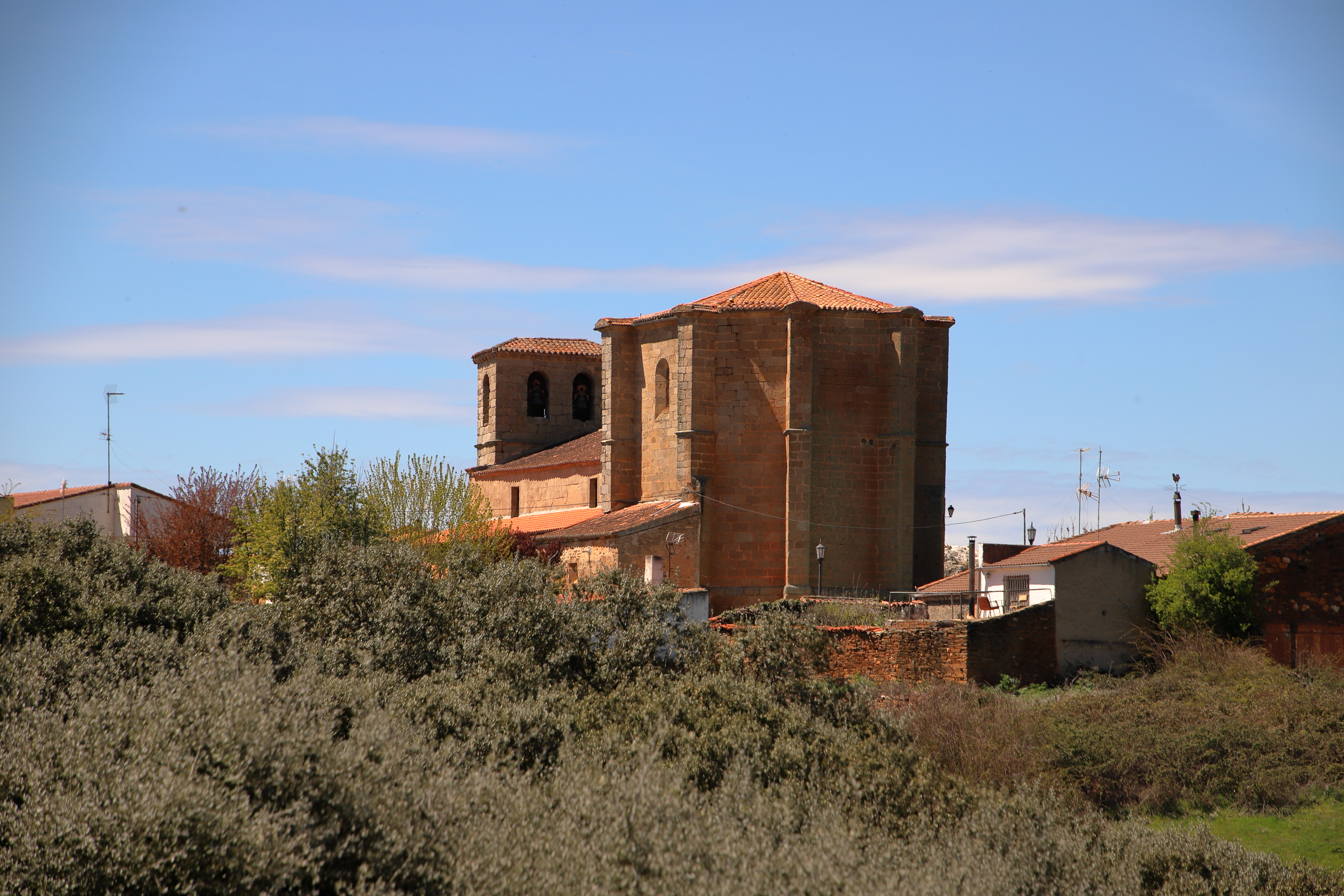
Iglesia de Santiago

- Von der im 12./13. Jahrhundert erbauten Burg (castillo) und der Stadtmauer (muralla) existieren nur noch geringe Reste.[4]
- Die Iglesia de Santiago Apóstol wurde im 16. Jahrhundert gebaut; aus dieser Zeit stammen Langhaus und Glockenturm (campanario). Später kam eine Südvorhalle (portico) hinzu. Die deutlich höhere und von Strebepfeilern gestützte Apsis weist hingegen auf einen späteren Entstehungszeitraum. Das Kirchenschiffgewölbe ist eher einfach; dagegen wird die Apsis von einem Sterngewölbe überspannt. Beachtung verdient der spätbarocke Altarretabel (retablo) mit einer Reiterfigur von Santiago Matamoros.[5]